# Cantó de Vailly-sur-Aisne
El cantó de Vailly-sur-Aisne és un cantó francès del departament de l'Aisne, situat al districte de Soissons. Té 26 municipis i el cap és Vailly-sur-Aisne.

## Municipis
- Aizy-Jouy
- Allemant
- Braye
- Bucy-le-Long
- Celles-sur-Aisne
- Chavignon
- Chavonne
- Chivres-Val
- Clamecy
- Condé-sur-Aisne
- Filain
- Laffaux
- Margival
- Missy-sur-Aisne
- Nanteuil-la-Fosse
- Neuville-sur-Margival
- Ostel
- Pargny-Filain
- Pont-Arcy
- Sancy-les-Cheminots
- Soupir
- Terny-Sorny
- Vailly-sur-Aisne
- Vaudesson
- Vregny
- Vuillery

## Història
| Data d'elecció                           | Identitat        | Partit                                     | Qualitat |
| ---------------------------------------- | ---------------- | ------------------------------------------ | -------- |
| 1945-1949                                | M. Delcellier    | SFIO                                       |          |
| 1949-1979                                | Pierre Gourmain  | radical, després CD, després divers droite |          |
| 1979-1990                                | Raymond Sudolski | PS                                         |          |
| 1990-                                    | Annick Venet     | Divers droite                              |          |
| les dades anteriors no són pas conegudes |                  |                                            |          |
|                                          |                  |                                            |          |

## Demografia
| A partir de 1990: Població sense dobles comptes |